# Moment (album de Dark Tranquillity)
Pour les articles homonymes, voir Moment.
Albums de Dark Tranquillity
Atoma
(2016) Endtime Signals
(2024)
Singles
1. Phantom Days
Sortie : 11 septembre 2020
2. Identical To None
Sortie : 16 octobre 2020
3. The Dark Unbroken
Sortie : 30 octobre 2020

Moment est le douzième album studio du groupe de death metal mélodique suédois Dark Tranquillity, sorti le 20 novembre 2020 sous le label Century Media Records,.

## Accueil
Aude Paquot, écrit dans Hard Force Magazine : « Attention : joyau de death metal mélodique ! Moment sera un album marquant pour l'année 2020, mais aussi pour la carrière de Dark Tranquillity. Il arrive à point nommé dans un monde en crise et est la bande son adéquate pour ce "moment" suspendu dans nos vies. »

## Liste des titres
| 1.    | Phantom Days          | 3:59 |
| 2.    | Transient             | 4:11 |
| 3.    | Identical to None     | 3:41 |
| 4.    | The Dark Unbroken     | 4:54 |
| 5.    | Remain in the Unknown | 4:40 |
| 6.    | Standstill            | 4:11 |
| 7.    | Ego Deception         | 4:21 |
| 8.    | A Drawn Out Exit      | 4:01 |
| 9.    | Eyes of the World     | 3:50 |
| 10.   | Failstate             | 3:21 |
| 11.   | Empires Lost to Time  | 4:10 |
| 12.   | In Truth Divided      | 4:41 |
| 50:00 |                       |      |

## Crédits

### Membres du groupe
- Mikael Stanne - chant
- Christopher Amott - guitare
- Johan Reinholdz - guitare
- Anders Iwers - basse
- Anders Jivarp - batterie
- Martin Brändström - clavier

### Équipe technique et production
- Production : Martin Brändström, Anders Lagerfors (assistant), Jonatan Thomasson (assistant).
- Mixage, mastering : Jens Bogren, Linus Corneliusson (assistant).
- Pochette : Niklas Sundin.